# Gedling
Gedling es un distrito no metropolitano con el estatus de municipio, ubicado en el condado de Nottinghamshire (Inglaterra). Fue constituido el 1 de abril de 1974 bajo la Ley de Gobierno Local de 1972 como una fusión de los distritos urbanos de Arnold y Carlton, y parte del distrito rural de Basford.

## Geografía
Según la Oficina Nacional de Estadística británica, Gedling tiene una superficie de 119,98 km².

## Demografía
Según el censo de 2001, Gedling tenía 111 787 habitantes (48,54% varones, 51,46% mujeres) y una densidad de población de 931,71 hab/km². El 19,01% eran menores de 16 años, el 73,1% tenían entre 16 y 74, y el 7,89% eran mayores de 74. La media de edad era de 40,11 años. 
Según su grupo étnico, el 96,18% de los habitantes eran blancos, el 1,01% mestizos, el 1,4% asiáticos, el 1% negros, el 0,28% chinos, y el 0,12% de cualquier otro. La mayor parte (95,84%) eran originarios del Reino Unido. El resto de países europeos englobaban al 1,87% de la población, mientras que el 0,42% había nacido en África, el 1,11% en Asia, el 0,54% en América del Norte, el 0,03% en América del Sur, el 0,14% en Oceanía, y el 0,04% en cualquier otro lugar. El cristianismo era profesado por el 71,75%, el budismo por el 0,17%, el hinduismo por el 0,33%, el judaísmo por el 0,11%, el islam por el 0,62%, el sijismo por el 0,43%, y cualquier otra religión por el 0,2%. El 18,66% no eran religiosos y el 7,72% no marcaron ninguna opción en el censo.
El 40,55% de los habitantes estaban solteros, el 44,12% casados, el 1,71% separados, el 6,76% divorciados y el 6,86% viudos. Había 47 556 hogares con residentes, de los cuales el 27,94% estaban habitados por una sola persona, el 9,67% por padres solteros con o sin hijos dependientes, el 60,6% por parejas (50,88% casadas, 9,72% sin casar) con o sin hijos dependientes, y el 1,79% por múltiples personas. Además, había 962 hogares sin ocupar y 53 eran alojamientos vacacionales o segundas residencias.